# Aeroportul Del Norte
Aeroportul Del Norte (IATA: NTR, ICAO: MMAN) este un aeroport din Montemorelos⁠(d), General Escobedo Municipality⁠(d), Nuevo León, Mexic ce deservește zona Monterrey.
Situat la o altitudine de 449 m, aeroportul dispune de o singură pistă.